# Tubten Khétsun
Tubten Khétsun (en tibétain : ཐུབ་བསྟན་མཁས་བཙུན, Wylie : thub bstan mkhas btsun ; né à Lhassa en 1941) est un Tibétain issu de la petite noblesse et un ancien prisonnier politique. Il est l'auteur d'une autobiographie, Memories of Life in Lhasa Under Chinese Rule, où il décrit la vie qu'il a menée successivement dans le Tibet indépendant, puis après l'intervention chinoise, et pendant la révolution culturelle.

## Biographie
Tubten Khétsun est né à Lhassa en 1941. Neveu de Gyatso Tashi Khendrung, un fonctionnaire du gouvernement tibétain, il est issu de la petite noblesse.
Il participa au soulèvement tibétain de 1959 en protégeant, comme les membres de toutes les couches sociales de la ville, le Norbulingka, palais d’été des dalaï-lamas, alors que court la rumeur d’un complot chinois visant son élimination.
Il est arrêté et passe quatre ans en camp de réforme par le travail. La description qu'il en fait évoque le goulag et les camps de concentration : interrogatoires, privations, délation, traîtrise, avec de rares solidarités, un travail harassant de 15 heures par jour, et les longues séances de rééducation politique. Il rapporte la famine, la lutte pour la survie et la mort omniprésente. Il passe une nuit entre les cadavres de ses voisins de couche morts de faim pendant leur sommeil.
Entre fin 1959 et début 1960, avec des prisonniers de son camp de travail, il participe à la construction de la centrale hydroélectrique de Nagchen dans la région de Lhassa. Affectés par la malnutrition et exténués par un travail harassant, plusieurs d'entre eux mouraient chaque jour, leurs cadavres étaient jetés dans le fleuve par les gardes.
En 1963, Tubten Khétsun est chargé d’approvisionner son camp de travail. Il constate lors de ses déplacements que les monastères sont vidés de leur mobilier et utilisés comme entrepôts, leurs occupants ont disparu. Il apprend que les moines et nonnes ont été contraints à se marier entre eux, suivant un système de loterie.
Après quatre ans de captivité et de souffrance, Tubten Khétsun est libéré en mars 1963. Son entourage a connu des campagnes politiques comme les « Trois rejets et deux réductions », la « Réforme démocratique » en 1959, le « Ré-examen » en 1960, et la campagne d’éradication des insectes, obligatoire pour les religieux, de dépit de leurs vœux de ne pas tuer d’êtres vivants, dénonciations, travaux forcés, confiscation des biens.
Rapidement, sa vie « en liberté » se révèle éprouvante. Il ne peut mener une vie normale, devant rendre des comptes quotidiennement à un « sous-comité de supervision » de voisinage et à rendre un rapport chaque semaine sur ses pensées. On lui octroie un salaire de misère réservé aux mauvais éléments, il est corvéable à merci et se retrouve envoyé en 1966 par son « comité de voisinage » construire un nouveau canal. Les journées de travail font 12 à 13 heures comprenant deux pauses de cinq minutes, au cours desquelles des citations du Président Mao sont récitées, auxquels s'ajoutent des sessions du soir.
Son étiquette d’ennemi de classe devient plus lourde encore avec la révolution culturelle : il est contraint de travailler dans des conditions inhumaines pour des coopératives locales, et reçoit une faible paye voire rien. En raison de son étiquette, il n'a pas accès aux soins gratuits et est ignoré des médecins.
Il décrit notamment les campagnes politiques en milieu rural entre 1959 et 1978. En 1974, nombre de villageois des vallées proches de Lhassa et de Shigatsé affluent vers la capitale, fuyant la misère des campagnes. Le cadre de vie et de la famille de sa sœur est significatif : Les paysans « libérés » évoquent les photos des « serfs » d’avant 1950 mises en avant par les autorités chinoises pour justifier ce qu'ils appellent la libération du Tibet.
Tubten Khétsun précise dans son autobiographie que les réformes et le travail effectué par les Tibétains, principalement les prisonniers, ennemis de classe et leur famille, paysans réquisitionnés, ne bénéficie pas aux Tibétains, principalement ruraux, mais aux villes et aux administrations urbaines et chinoises. La centrale hydroélectrique qu'il participe à édifier fournissait de l'électricité aux unités de travail chinoises, la population ne bénéficiant que d'un éclairage succinct durant près de 10 jours par mois. En hiver et au printemps, quand le niveau d'eau était au plus bas, elle ne fonctionnait pas. L'électrification n'était qu'une fiction.
En 1976, quand Tubten Khétsun obtient le droit de rendre visite à sa sœur, « de nombreuses routes carrossables avaient alors été construites au Tibet, mais elles bénéficiaient exclusivement aux Chinois et desservaient seulement leurs centres principaux, et donc dans les zones villageoises excentrées comme Yakdé, le gouvernement chinois n’avait pas fourni ne serait-ce qu’une coudée de route moderne ».
Au début des années 1980, Tubten Khétsun a été choisi pour travailler au Potala et participé à trier les ouvrages et identifier ceux qui méritent d'être préservés. Les Chinois avaient décidé de fonder l'Académie des sciences sociales du Tibet et nommèrent Tubten Khétsun responsable de l'un des six groupes de travail chargé des « Archives ». Son travail consistait à rechercher et copier des textes, et ne pas écrire de fausses interprétations d'eux. L'Académie l'envoya avec un assistant, pour obtenir des copies du canon bouddhiste de la maison d'impression à Dege, dans Tibet oriental (Kham).
En 1983, il eut la possibilité de quitter le pays, pour rendre visite à sa famille. C'est à partir de ce moment qu'il fut libre. Il vit aux États-Unis.

## Ouvrages
- (bo) Dka' sdug 'og gi byu' ba brjod pa, Éditeur Ses rig dpar kha' nas dpar du bskrun, 1998
- (en) Tubten Khétsun, Matthew Akester, Memories of Life in Lhasa Under Chinese Rule, Columbia University Press, 2008,  (ISBN 0231142862 et 9780231142861)